# Петроуш, Адам
А́дам Пе́троуш (чеш. Adam Petrouš; род. 19 сентября 1977 годо, Прага) — чешский футболист. Выступал за сборную Чехии.

## Карьера
Дебютировал в Гамбринус-лиге в составе «Богемианс 1905» в 1996 году, откуда пришёл в аренду из молодёжной школы пражской «Славии», чьим воспитанником и являлся. В «Славии» провёл 6 сезонов, в 2004 году перешёл в казанский «Рубин», в котором провёл 20 матчей в российской Премьер-лиге. Далее играл в австрийской «Аустрии», куда перешёл на правах аренды. Отыграв полгода в Австрии, вернулся на родину, где играл за «Спарту» из Праги. В январе 2006 года заключил контракт с «Анкараспором», за который с 2006 по 2007 годы в чемпионате Турции провёл 40 игр.